# Западна беседкова птица
Западната беседкова птица (Chlamydera guttata) е вид птица от семейство Ptilonorhynchidae.

## Разпространение и местообитание
Разпространен е в Австралия.